# الفت آهنگ
الفت آهنگ موسیقی نواز سراینده و گمپوزیتور متولد سال ۱۳۳۳ کوچه خرابات کابل وفات ۲۷ حوت سال ۱۴۰۲ در کشور کانادا می‌باشد. او در سال ۲۰۱۹ بدریافت مدال میرمسجدی خان از طرف دکتور اشرف غنی رئیس‌جمهور اسبق مفتخرشد.

## کارهای هنری
او درسال ۱۳۴۶ موسیقی را نزد استاد فقیر محمد (پدرش) و استاد غازی به نواختن طبله پرداخت و سپسً نزد استاد حاجی همآهنگ به آواز خوانی روی آورد. در سال ۱۳۶۷ راهی کشور گردیده در آنجا برای مدت ۱۲ سال نزد استاد منور علی‌خان و پندت امرنات خان موسیقی فرا گرفته لقب استادی را بدست آورد. الفت آهنگ در مجموع ۶۰۰ آهنگ دارد و البوم‌های موسیقی بنام‌های راهی میخانه، غریب نواز دارد. او برای یک تعداد از هنر مندان افغانستان هنگامه و فؤاد رامز آهنگ تهیه می‌نمود.

## خانواده موسیقی کلاسیک افغانی
الفت آهنگ پسر مرحوم فقیراحمد استاد و موسیقی دان افغانستان می‌باشد. پسر او بنام قیس الفت نیز یکی از موسیقی دانان افغانستان می‌باشد که در کشور کانادا حیات بسرمی برد.

## سبب مرگ
الفت آهنگ سالها قبل سکته مغزی نموده از آن تاریخ ببعد بیمار بود. تا آنکه بتاریخ ۲۷ حوت سال ۱۴۰۲ به عمر۶۹ سالگی در کشور کانادا وفات یافت.